# تايلر دوناتي
تايلر دوناتي هو لاعب هوكي الجليد كندي، ولد في 17 أكتوبر 1986 في أوكفيل في كندا.

## وصلات خارجية
- تايلر دوناتي على موقع دوري الهوكي الوطني (الإنجليزية)
- تايلر دوناتي على موقع HockeyDB.com (الإنجليزية)